# 존 W. 쿠퍼
존 W. 쿠퍼(John W. Cooper, 1947년 - )는 미국의 칼빈 신학교(Calvin Theological Seminary)의 철학신학 교수였다.  캘빈 칼리지에서 1978년부터 1985년까지 철학을 가르쳤으며, 개혁 교회(Christian Reformed Church)의  목사이다. 저서로는 Body, Soul, and Life Everlasting, A Cause for Division? Women in Office and the Unity of the Church, Our Father in Heaven: The Christian Faith and Inclusive Language for God, 그리고 The Theology of Freedom이 있다.

## 학력
- 캘빈 칼리지 (1969) A.B.
- 토론토 대학교 (1974, 1978) M.A.와 Ph.D.
- 칼빈 신학교 (1983) M.T.S.

## 같이 보기
- 기독교 철학
- 칼빈 신학교
- 니컬러스 월터스토프
- 강영안